# 不當行為
不當行為（英語：wrongdoing），又稱不法行為、過失，指違法或不道德作為。法律上的不當行為分為民事過失及刑事罪行（大陸法司法管轄區另有輕微違反）。